# Бокс на літніх Олімпійських іграх 2000
Змагання з боксу на літніх Олімпійських іграх 2000 проходили з 16 вересня по 1 жовтня. Було розіграно 12 комплектів нагород.
Бої проводилися у форматі чотирьох раундів, тривалістю дві хвилини. Переможцем ставав боксер, що завдав більше точних ударів за відведений час.

## Медалі

### Загальний залік
| Місце | Країна          | Золото | Срібло | Бронза | Загалом |
| ----- | --------------- | ------ | ------ | ------ | ------- |
| 1     | Куба            | 4      | 0      | 2      | 6       |
| 2     | Росія           | 2      | 3      | 2      | 7       |
| 3     | Казахстан       | 2      | 2      | 0      | 4       |
| 4     | Узбекистан      | 1      | 0      | 2      | 3       |
| 5     | Франція         | 1      | 0      | 1      | 2       |
| 5     | Тайланд         | 1      | 0      | 1      | 2       |
| 7     | Велика Британія | 1      | 0      | 0      | 1       |
| 8     | Україна         | 0      | 2      | 3      | 5       |
| 9     | США             | 0      | 2      | 2      | 4       |
| 10    | Румунія         | 0      | 1      | 1      | 2       |
| 11    | Чехія           | 0      | 1      | 0      | 1       |
| 11    | Іспанія         | 0      | 1      | 0      | 1       |
| 13    | Алжир           | 0      | 0      | 1      | 1       |
| 13    | Азербайджан     | 0      | 0      | 1      | 1       |
| 13    | Грузія          | 0      | 0      | 1      | 1       |
| 13    | Німеччина       | 0      | 0      | 1      | 1       |
| 13    | Угорщина        | 0      | 0      | 1      | 1       |
| 13    | Італія          | 0      | 0      | 1      | 1       |
| 13    | Мексика         | 0      | 0      | 1      | 1       |
| 13    | Молдова         | 0      | 0      | 1      | 1       |
| 13    | Марокко         | 0      | 0      | 1      | 1       |
| 13    | КНДР            | 0      | 0      | 1      | 1       |

### Медалісти
| Event                  | Золото                                     | Срібло                                  | Бронза                              |
| ---------------------- | ------------------------------------------ | --------------------------------------- | ----------------------------------- |
| До 48 кг докладніше    | Брахім Аслум · Франція (FRA)               | Рафаель Лосано · Іспанія (ESP)          | Кім Ин Чхоль · Північна Корея (PRK) |
| До 48 кг докладніше    | Брахім Аслум · Франція (FRA)               | Рафаель Лосано · Іспанія (ESP)          | Маікро Ромеро · Куба (CUB)          |
| До 51 кг докладніше    | Віджан Понлід · Таїланд (THA)              | Булат Жумаділов · Казахстан (KAZ)       | Жером Тома · Франція (FRA)          |
| До 51 кг докладніше    | Віджан Понлід · Таїланд (THA)              | Булат Жумаділов · Казахстан (KAZ)       | Володимир Сидоренко · Україна (UKR) |
| До 54 кг докладніше    | Гільєрмо Рігондо · Куба (CUB)              | Раїмкуль Малахбеков · Росія (RUS)       | Сергій Данильченко · Україна (UKR)  |
| До 54 кг докладніше    | Гільєрмо Рігондо · Куба (CUB)              | Раїмкуль Малахбеков · Росія (RUS)       | Кларенс Вінсон · США (USA)          |
| До 57 кг докладніше    | Бекзат Саттарханов · Казахстан (KAZ)       | Рікардо Хуарес · США (USA)              | Тахар Тамсамані · Марокко (MAR)     |
| До 57 кг докладніше    | Бекзат Саттарханов · Казахстан (KAZ)       | Рікардо Хуарес · США (USA)              | Каміль Джамалутдінов · Росія (RUS)  |
| До 60 кг докладніше    | Маріо Кінделан · Куба (CUB)                | Андрій Котельник · Україна (UKR)        | Крістіан Бехарано · Мексика (MEX)   |
| До 60 кг докладніше    | Маріо Кінделан · Куба (CUB)                | Андрій Котельник · Україна (UKR)        | Олександр Малетін · Росія (RUS)     |
| До 63,5 кг докладніше  | Мухаммадкадир Абдуллаєв · Узбекистан (UZB) | Рікардо Вільямс · США (USA)             | Мухаммед Аллалу · Алжир (ALG)       |
| До 63,5 кг докладніше  | Мухаммадкадир Абдуллаєв · Узбекистан (UZB) | Рікардо Вільямс · США (USA)             | Діогенес Луна · Куба (CUB)          |
| До 67 кг докладніше    | Олег Саїтов · Росія (RUS)                  | Сергій Доценко · Україна (UKR)          | Віталій Грушак · Молдова (MDA)      |
| До 67 кг докладніше    | Олег Саїтов · Росія (RUS)                  | Сергій Доценко · Україна (UKR)          | Дорел Сіміон · Румунія (ROU)        |
| До 71 кг докладніше    | Єрмахан Ібраїмов · Казахстан (KAZ)         | Мар'ян Сіміон · Румунія (ROU)           | Порнчай Тонгбуран · Таїланд (THA)   |
| До 71 кг докладніше    | Єрмахан Ібраїмов · Казахстан (KAZ)         | Мар'ян Сіміон · Румунія (ROU)           | Джермейн Тейлор · США (USA)         |
| До 75 кг докладніше    | Хорхе Гутьєррес · Куба (CUB)               | Гайдарбек Гайдарбеков · Росія (RUS)     | Вугар Алекперов · Азербайджан (AZE) |
| До 75 кг докладніше    | Хорхе Гутьєррес · Куба (CUB)               | Гайдарбек Гайдарбеков · Росія (RUS)     | Жолт Ердеї · Угорщина (HUN)         |
| До 81 кг докладніше    | Олександр Лебзяк · Росія (RUS)             | Рудольф Край · Чехія (CZE)              | Андрій Федчук · Україна (UKR)       |
| До 81 кг докладніше    | Олександр Лебзяк · Росія (RUS)             | Рудольф Край · Чехія (CZE)              | Сергій Михайлов · Узбекистан (UZB)  |
| До 91 кг докладніше    | Фелікс Савон · Куба (CUB)                  | Султан-Ахмед Ібрагімов · Росія (RUS)    | Володимир Чантурія · Грузія (GEO)   |
| До 91 кг докладніше    | Фелікс Савон · Куба (CUB)                  | Султан-Ахмед Ібрагімов · Росія (RUS)    | Себастьян Кебер · Німеччина (GER)   |
| Понад 91 кг докладніше | Одлі Гаррісон · Велика Британія (GBR)      | Мухтархан Дільдабеков · Казахстан (KAZ) | Паоло Відоц · Італія (ITA)          |
| Понад 91 кг докладніше | Одлі Гаррісон · Велика Британія (GBR)      | Мухтархан Дільдабеков · Казахстан (KAZ) | Рустам Саїдов · Узбекистан (UZB)    |